# Нізва
Нізва (араб. نزوى) — найбільше місто і адміністративний центр провінції Ед-Дахілія Султанату Оман. Нізва знаходиться за 164 км від столиці Маскату. Населення самого міста оцінюється в 70 000 чоловік, включаючи два райони — Біркат-Ель-Муз і Ель-Джебель Ель-Ахдар.
Нізва є одним з найстаріших міст Оману, раніше це був центр торгівлі, релігії, освіти і мистецтва. У старі часи Велика мечеть Нізви була центром ісламської науки. Нізва набула свого значення завдяки важливому географічному становищу біля підніжжя гір Західний Хаджар. Розташована в центрі оази, де ростуть фінікові пальми, Нізва займає важливе стратегічне положення на перехресті шляхів, що з'єднують внутрішні регіони країни з Маскатом. Сьогодні Нізва є центром вирощування фініків і важливим торгівельним, історичним, сільськогосподарським і рекреаційним центром.

## Історія
Нізва була столицею Оману в VI-VII століттях. У Нізви розташовані багато відомих історичних мечетей, наприклад, Мечеть Султана Кабуса (П'ятнична мечеть), Мечеть Суаль, побудована в IX столітті, Мечеть Аш-Шаватіна і Мечеть Аш-Шарджа.
На початку 1950-х Королівські військово-повітряні сили Великої Британії піддали ракетно-бомбового атаці велику круглу вежу стародавньої фортеці, побудованої близько 400 років тому в центрі міста. Британські ВПС були покликані на допомогу правлячому в той час султану Саїд бен Теймуру для придушення повстання у внутрішньому імаматі Оману. Причина конфлікту — боротьба за володіння недавно виявленими запасами нафти.
Нізва стала сучасним містом з 1970 при правлінні султана Кабуса. До Маскату було побудоване двосмугове шосе, збільшилася кількість туристів. Були проведені широкосмугові лінії зв'язку, побудована сучасна клініка. Нізва стала освітнім центром країни. Тут діють Технічний коледж, Коледж прикладних наук, приватний університет, Академія підготовки оманської королівської поліції. У Нізві для туристів відкриті чотири готелі.

## Географія
З усіх боків Нізву оточують гори.

### Клімат
Місто знаходиться у зоні, котра характеризується кліматом тропічних пустель. Найтепліший місяць — червень із середньою температурою 35.9 °C (96.7 °F). Найхолодніший місяць — січень, із середньою температурою 19.3 °С (66.7 °F).
| Клімат Нізви            | Клімат Нізви | Клімат Нізви | Клімат Нізви | Клімат Нізви | Клімат Нізви | Клімат Нізви | Клімат Нізви | Клімат Нізви | Клімат Нізви | Клімат Нізви | Клімат Нізви | Клімат Нізви | Клімат Нізви |
| Показник                | Січ.         | Лют.         | Бер.         | Квіт.        | Трав.        | Черв.        | Лип.         | Серп.        | Вер.         | Жовт.        | Лист.        | Груд.        | Рік          |
| Середній максимум, °C   | 26,2         | 29,6         | 32,5         | 37,8         | 42           | 43,5         | 42,7         | 41,6         | 39,7         | 36,6         | 31,6         | 27,8         | 36           |
| Середня температура, °C | 19,2         | 21,8         | 24,8         | 29,9         | 34           | 36           | 35,4         | 34,2         | 32,4         | 28,8         | 24,7         | 20,9         | 28,5         |
| Середній мінімум, °C    | 12,3         | 14           | 17,1         | 21,9         | 26           | 28,4         | 28           | 26,9         | 25           | 20,9         | 17,8         | 14,1         | 21           |
| Норма опадів, мм        | 0.7          | 5.7          | 9.4          | 15.2         | 1.9          | 10.9         | 6.6          | 8            | 3.5          | 5.9          | 1.7          | 3.8          | 73.3         |
| ----------------------- | ------------ | ------------ | ------------ | ------------ | ------------ | ------------ | ------------ | ------------ | ------------ | ------------ | ------------ | ------------ | ------------ |
| Джерело: Weatherbase    |              |              |              |              |              |              |              |              |              |              |              |              |              |

## Пам'ятки
- Фортеця Нізви (побудована в 1650х)
- Міський ринок
- Зрошувальний канал Даріс (об'єкт всесвітньої спадщини)
- Водоспади в селищі Тануф